# Вагенхоф
Вагенхоф (њем. Wagenhoff) општина је у њемачкој савезној држави Доња Саксонија. Једно је од 41 општинског средишта округа Гифхорн. Према процјени из 2010. у општини је живјело 1.158 становника. Посједује регионалну шифру (AGS) 3151035.

## Географски и демографски подаци
Вагенхоф се налази у савезној држави Доња Саксонија у округу Гифхорн. Општина се налази на надморској висини од 59 метара. Површина општине износи 4,3 km². У самом мјесту је, према процјени из 2010. године, живјело 1.158 становника. Просјечна густина становништва износи 268 становника/km².